# Rohrersreuth
Rohrersreuth (oberfränkisch: Hoaschraad) ist ein Gemeindeteil des Marktes Marktschorgast im Landkreis Kulmbach (Regierungsbezirk Oberfranken, Bayern). Rohrersreuth liegt in der Gemarkung Pulst.

## Lage
Das Dorf liegt unmittelbar nördlich der Bundesautobahn 9. Es entspringt dort der Streitmühlbach, der im Ort einige Weiher speist. Eine Anliegerstraße führt nach Marktschorgast zur Kreisstraße KU 2 (1,5 km nördlich).

## Geschichte
Der Ort wurde 1317 als „Rorsreuth“ erstmals urkundlich erwähnt. Vermutlich ist der Personenname Rorer das Bestimmungswort des Ortsnamens.
Gegen Ende des 18. Jahrhunderts bestand Rohrersreuth aus drei Anwesen. Das Hochgericht sowie die Dorf- und Gemeindeherrschaft übte das brandenburg-bayreuthische Stadtvogteiamt Berneck aus. Das brandenburg-bayreuthische Stiftskastenamt Himmelkron war Grundherr der drei Höfe.
Mit dem Gemeindeedikt wurde Rohrersreuth dem 1811 gebildeten Steuerdistrikt Berneck zugewiesen. 1812 entstand die Ruralgemeinde Rohrersreuth. Sie unterstand in Verwaltung und Gerichtsbarkeit dem Landgericht Gefrees und in der Finanzverwaltung dem Rentamt Gefrees. Mit dem Zweiten Gemeindeedikt (1818) wurde Rohrersreuth nach Marktschorgast eingemeindet, 1819 schließlich der neu gebildeten Gemeinde Ziegenburg überwiesen. Im Zuge der Gebietsreform in Bayern wurde Rohrersreuth am 1. April 1971 im Zuge der Gebietsreform in Bayern nach Marktschorgast eingemeindet.

### Einwohnerentwicklung
| Jahr      | 1818  | 1861   | 1871   | 1885   | 1900   | 1925   | 1950   | 1961   | 1970   | 1987  |
| Einwohner | 42    | 51     | 52     | 33     | 44     | 34     | 36     | 27     | 14     | 17    |
| Häuser    | 4     |        |        | 5      | 6      | 4      | 5      | 4      |        | 4     |
| Quelle    | [ 8 ] | [ 11 ] | [ 12 ] | [ 13 ] | [ 14 ] | [ 15 ] | [ 16 ] | [ 17 ] | [ 18 ] | [ 1 ] |

## Religion
Rohrersreuth ist seit der Reformation evangelisch-lutherisch geprägt und war ursprünglich nach Berneck gepfarrt, seit der zweiten Hälfte des 20. Jahrhunderts ist Marktschorgast zuständig.